# Myriotrochus rinkii
Myriotrochus rinkii är en sjögurkeart. Myriotrochus rinkii ingår i släktet Myriotrochus och familjen hjulsjögurkor. Inga underarter finns listade i Catalogue of Life.